# Krzysztof Chojniak
Krzysztof Andrzej Chojniak (ur. 10 listopada 1966 w Piotrkowie Trybunalskim) – polski inżynier i samorządowiec, w latach 2006–2024 prezydent Piotrkowa Trybunalskiego.

## Życiorys
Z wykształcenia magister inżynier elektryk. Ukończył studia na Politechnice Częstochowskiej, studia podyplomowe w zakresie zarządzania oświatą na Akademii Ekonomicznej w Katowicach oraz kształcenia w zakresie przedsiębiorczości na Uniwersytecie Łódzkim. W latach 1994–2002 zasiadał w radzie miejskiej w Piotrkowie Trybunalskim. Do 2002 pracował jako nauczyciel w Zespole Szkół Ponadgimnazjalnych nr 1 w tym mieście. Następnie do 2006 pełnił funkcję wiceprezydenta miasta odpowiedzialnego za sprawy kulturalno-oświatowe. Przystąpił do Chrześcijańskiego Ruchu Samorządowego, zasiadł w jego radzie naczelnej.
26 listopada 2006 w II turze wyborów samorządowych, będąc kandydatem Prawa i Sprawiedliwości, wygrał z drugim dotychczasowym wiceprezydentem (Andrzejem Czaplą z PO), otrzymując 51,05% głosów i uzyskując tym samym stanowisko prezydenta miasta. W 2010 i w 2014 jako kandydat niezależny uzyskiwał reelekcję w pierwszej turze (uzyskiwał odpowiednio 55,28% i 56,03% głosów). W 2018 w I turze wyborów samorządowych uzyskał 49,34% głosów. Natomiast w II turze wygrał z kandydatką Koalicji Obywatelskiej Marleną Wężyk-Głowacką z wynikiem 68,50% głosów, pozostając prezydentem Piotrkowa Trybunalskiego na czwartą kadencję.
W 2024 w I turze dostał 27,36% głosów, w II turze z poparciem 39,39% głosów przegrał natomiast z Juliuszem Wiernickim. W wyborach tych uzyskał natomiast mandat radnego miejskiego.

## Odznaczenia
W 2013 otrzymał Brązową Odznakę „Zasłużony dla Ochrony Przeciwpożarowej”.

## Życie prywatne
Syn Arkadiusza i Feliksy. Jest żonaty, ma dwoje dzieci.